# Hrastje, Kranj
Hrastje este o localitate din comuna Kranj, Slovenia, cu o populație de 1.040 de locuitori.